# Maya Yoshida
Maya Yoshida (吉田 麻也 Yoshida Maya?), född 24 augusti 1988 i Nagasaki, Japan, är en japansk fotbollsspelare som spelar för Los Angeles Galaxy. Han är även lagkapten för det japanska landslaget.

## Klubbkarriär
Yoshida har tidigare spelat som defensiv mittfältare för Nagoya Grampus ungdomslag. Men i med att han blev vald till Nagoya Grampus A-lag fick han spela som mittback 2007. 
Han var även den första att göra mål för Nagoya Grampus i AFC Champions League mot det sydkoreanska laget Ulsan Hyundai Horang den 10 mars 2009. Samma år blev han förflyttad till det holländska laget VVV-Venlo då han gjorde ett cykelmål mot PSV Eindhoven i november. Hans mål blev utnämnt till Årets mål 2011-2012 i den holländska fotbollsligan. Under säsongen gjorde han sammanlagt 5 mål för VVV-Venlo. 
Den 31 januari 2020 lånades Yoshida ut till Sampdoria på ett låneavtal över resten av säsongen 2019/2020. Han gick sedan till Sampdoria på ett permanent avtal. Den 5 juli 2022 värvades Yoshida av tyska Schalke 04, där han skrev på ett ettårskontrakt med option på ytterligare ett år.
Den 3 augusti 2023 värvades Yoshida av Major League Soccer-klubben Los Angeles Galaxy, där han skrev på ett 1,5-årskontrakt.

## Landslagskarriär
I april 2008 blev han utvald till Japans herrlandslag i fotboll för de olympiska spelen 2008. 2011 fick han spela för Japan mot Jemen i AFC Asian Cup. 
I november 2022 blev Yoshida uttagen i Japans trupp till VM 2022.